# Xavi Crespo
Xavier Crespo Clará (Barcelona, 7 de mayo de 1966) es un baloncestista español de los años 1980 y 90. Medía 2,01 metros de altura y jugaba en la posición de alero.
Formado en las categorías inferiores del FC Barcelona, jugó en el primer equipo de este club un total de seis temporadas divididas en tres períodos diferentes a lo largo de su carrera. De estas seis temporadas datan los mayores éxitos de su carrera, entre los que destacan un Mundial de Clubs, 2 Recopas de Europa y 2 Ligas ACB. El único gran título que no pudo ganar a lo largo de su carrera fue la Copa de Europa, aunque estuvo muy cerca de conseguirlo con el FC Barcelona, al llegar a ser finalista en la temporada 1989-1990.
El segundo club donde más jugó Xavi Crespo, un total de tres temporadas en dos períodos distintos, fue el Club Joventut de Badalona. Con el Joventut también ganó diversos títulos: una Copa del Rey y una Copa Príncipe de Astúrias.
Fue internacional con la selección española juvenil, promesas, y 19 veces con la absoluta.

## Clubes
- Cantera FC Barcelona
- 1984-1986: FC Barcelona
- 1986-1988: Club Joventut de Badalona
- 1988-1991: FC Barcelona
- 1991-1993: Elosúa León
- 1993-1994: FC Barcelona
- 1994-1995: Pamesa Valencia
- 1995-1997: Club Joventut de Badalona

## Palmarés

### Títulos internacionales de Selección
- Medalla de plata en el Eurobasket juvenil de Tubingen'1983, con la selección española Juvenil.

### Títulos internacionales de Club
- 1 Mundial de Clubs de Baloncesto: 1984-1985, con el FC Barcelona.
- 2 Recopa de Europa de Baloncesto: 1984-85 y 1985-86, con el FC Barcelona.

### Títulos nacionales de Club
- 2 Liga ACB: 1989, 1990, con el FC Barcelona.
- 1 Copa del Rey de Baloncesto : 1996-1997, con el Club Joventut de Badalona.
- 1 Copa Príncipe de Asturias de baloncesto: 1986-1987, con el Club Joventut de Badalona.